# Philippe Étienne
Pour les articles homonymes, voir Étienne.
Philippe Étienne, né le 24 décembre 1955 à Neuilly-sur-Seine, est un diplomate français, élevé à la dignité d'ambassadeur de France.
Du 9 juillet 2019 au 6 février 2023, il est ambassadeur de France aux États-Unis, après avoir été conseiller diplomatique du président Emmanuel Macron du 15 mai 2017 au 20 mai 2019 et ambassadeur en Allemagne du 2 septembre 2014 au 6 juin 2017.

## Biographie

### Formation
Élève à l'École normale supérieure (promotion S1974) et à l'École nationale d'administration (promotion Voltaire, 1980), Philippe Étienne est agrégé de mathématiques, licencié en sciences économiques et diplômé de l'Institut national des langues et civilisations orientales (serbo-croate, 1985),.

### Carrière
Philippe Étienne est en poste à l'étranger à Belgrade (1981-1983), Bonn (1985-1987), Bruxelles (représentation permanente auprès de l'Union européenne, 1988-1991 puis 1997-2002), Moscou (conseiller de coopération et d'action culturelle, 1991-1994) et Bucarest (ambassadeur, 2002-2005). Il exerce aussi diverses fonctions à Paris, notamment comme directeur général de la coopération internationale et du développement et président de l'AEFE de 2004 à 2007.
Il travaille dans plusieurs cabinets ministériels : de 1987 à 1988 comme conseiller technique au cabinet de Bernard Bosson, puis de 1995 à 1997 comme directeur-adjoint du cabinet d'Hervé de Charette, ainsi que de mai 2007 à avril 2009 comme directeur du cabinet de Bernard Kouchner, ministre des Affaires étrangères et européennes.
Il est, à compter du 14 avril 2009, représentant permanent de la France à l'Union européenne en remplacement de Pierre Sellal, nommé secrétaire général du ministère des Affaires étrangères et européennes et qui lui succède en 2014 au même poste. Il est désigné ambassadeur de France en Allemagne le 31 juillet 2014, puis officiellement nommé trois jours plus tard, en remplacement de Maurice Gourdault-Montagne.
En avril 2017, il est désigné pour remplacer l'ambassadeur Jean-Maurice Ripert à Moscou. Cependant, avant d'être officiellement investi dans ses fonctions, il est nommé le 14 mai 2017 conseiller diplomatique (puis sherpa en septembre suivant) du président de la République française Emmanuel Macron,. Il est remplacé à ce poste en mai 2019 par Emmanuel Bonne, ancien ambassadeur au Liban.
Fin mai 2019, il est nommé ambassadeur de France aux États-Unis. Il prend ses fonctions en juillet suivant. Il l'est jusqu'au 6 février 2023, date à partir de laquelle il devient professeur en affaires publiques et internationales à l'université Columbia.
Il assure la préfiguration dès juillet 2023, puis la présidence de la Mission Libération, groupement d'intéret public dénommé " Mission du 80ème anniversaire des débarquements, de la Libération de la France et de la Victoire", approuvé par une convention constitutive du 8 septembre 2023.
La Mission Libération est chargée d’organiser le cycle commémoratif de 2024 et 2025. Mise en place à la demande du Président de la République Emmanuel Macron, avec l’appui du ministre des Armées et de la ministre déléguée chargée des Anciens combattants et de la Mémoire, la Mission travaille depuis 2023 avec tous les acteurs concernés pour organiser et promouvoir les cérémonies, et valoriser les actions locales et les thématiques mises en avant pour ce 80e anniversaire.

## Distinctions

### Dignité
- Ambassadeur de France en 2019[11].

### Décorations
- Commandeur de la Légion d'honneur en 2022[12] (officier en 2013[13]).
- Commandeur de l'ordre national du Mérite (2016)[14].
- Grand officier de l'ordre du Mérite de la République fédérale d'Allemagne (2017)[15].